# Prionolabis acanthophora
Prionolabis acanthophora is een tweevleugelige uit de familie steltmuggen (Limoniidae). De soort komt voor in het Palearctisch gebied.
De wetenschappelijke naam voor de soort werd voor het eerst geldig gepubliceerd in 1938 door Charles Paul Alexander.